# المجدلية التائبة (تيتيان،1531)
المجدلية التائبة هي لوحة زيتية رسمها تيتيان في عام 1531، اللوحة حالياً معروضة في قصر بيتي بمدينة فلورنسا.